# شیاف چشمی
شیاف چشمی (انگلیسی: Ocular Insert) یک فرم دارویی جامد و کوچک است که برای تجویز موضعی داروها در چشم طراحی شده است. برخلاف قطره‌های چشمی که نیاز به تجویز مکرر دارند، شیافهای چشمی با آزادسازی کنترل شده دارو، اثربخشی طولانی مدت و کاهش دفعات مصرف را فراهم می‌کنند.

## ساختار و ترکیبات
شیافهای چشمی معمولاً از مواد زیر تشکیل شده‌اند:
- فعال: داروهای مورد نظر (مانند آنتی‌بیوتیکها، کورتیکواستروئیدها یا داروهای گلوکوم).
- غیرفعال: پایه‌های هیدروفیل (مانند متیل سلولز) یا لیپوفیل (مانند چربیهای گیاهی) برای کنترل آزادسازی دارو.

## انواع شیاف چشمی
1. شیافهای محلول (Soluble Inserts): در اشک چشم حل می‌شوند (مانند Lacrisert برای خشکی چشم).[۵]
2. شیافهای غیرقابل حل (Insoluble Inserts): دارو را به تدریج آزاد کرده و پس از اتمام اثر خارج می‌شوند (مانند Ocusert برای گلوکوم).

## مزایا
- کاهش دفعات مصرف (از ۴–۶ بار در روز به ۱–۲ بار).[۶]
- افزایش اثربخشی با آزادسازی مداوم دارو.
- کاهش عوارض جانبی ناشی از نوسان غلظت دارو.

## معایب
- احساس ناراحتی یا جسم خارجی در چشم.[۷]
- نیاز به مهارت برای قراردادن صحیح.
- محدودیت در دسترسی و تنوع فرمولاسیونها.